# Enicospilus columbianus
Enicospilus columbianus là một loài tò vò trong họ Ichneumonidae.